# Veratrum shanense
Veratrum shanense är en nysrotsväxtart som beskrevs av William Wright Smith. Veratrum shanense ingår i släktet nysrötter, och familjen nysrotsväxter. Inga underarter finns listade.